# Динамо (Суми)
Футбольний клуб «Динамо» — радянський футбольний клуб, який представляв місто Суми.

## Історія
Клуб з 1944 по 1948 рік щорічно грав у Кубку УРСР. У 1946 році він виступав у Третій групі чемпіонату СРСР У Центральній зоні УРСР, а з наступного року став виступати у Чемпіонатах УРСР 1947 та 1948 років.